# Nino Pekarić
Nino Pekarić (Нино Пекарић; n. 16 august 1982, Novi Sad, RS Serbia, RSF Iugoslavia) este un fost jucător de fotbal sârb care joacă la clubul Vojvodina. În sezonul 2007-2008 a evoluat la clubul Dinamo București.